# Clinton Larsen
Clinton Larsen (ur. 17 lutego 1971 w Durbanie) – południowoafrykański piłkarz grający podczas kariery na pozycji pomocnika. Trener piłkarski.

## Kariera klubowa
Karierę Larsen rozpoczął w Crusaders United w 1991. W latach 1992–1999 był zawodnikiem Manning Rangers. W latach 1999–2000 występował w Orlando Pirates. W 2000 powrócił do Manning, gdzie zakończył karierę w 2003.

## Kariera reprezentacyjna
Larsen występował w reprezentacji RPA w 1997. W tym roku uczestniczył w Pucharze Konfederacji. Na turnieju w Arabii Saudyjskiej był rezerwowym i nie wystąpił w żadnym meczu.

## Kariera trenerska
Po zakończeniu kariery piłkarskiej Larsen został trenerem.